# Trivirostra hyalina
Trivirostra hyalina is een slakkensoort uit de familie van de Triviidae. De wetenschappelijke naam van de soort is voor het eerst geldig gepubliceerd in 1933 door Schilder.